# Ingvar Hellberg
Karl Frans Ingvar Hellberg, född 27 augusti 1916 i Östra Fågelvik, Värmland, död 12 augusti 2005 i Karlstad, var en svensk kompositör och sångtextförfattare inom populärmusik. Bland annat skrev han några av Sven Ingvars' mest kända låtar

## Musikkompositioner i urval
- Under ditt parasoll (inspelad av Sven Ingvars 1967)
- Sista dansen med dej
- Jag ringer på fredag (inspelad av Sven Ingvars 1967)
- Vid din sida (inspelad av Sven Ingvars 1966)
- Får jag komma på lördag
- Säg inte nej - säg kanske (inspelad av Sven Ingvars 1966)
- Flickan och hårbandet
- Grattis Karlsta' Årets Stad
- Ett litet smultronställe
- Min lilla Evelyn
- Maria, min vän (inspelad av Larry Finnegan 1967)
- Inga lugnande piller (inspelad av Sven Ingvars 1968)
- I kväll jag tänder ett ljus
- Vänd åter hem
- Skolfröken Nilsson (inspelad av Sven Ingvars 1967)

## Filmografi
- 1968 - Under ditt parasoll